# Gerald Mörken
Gerald Mörken (Dortmund, República Federal Alemana, 2 de noviembre de 1959) es un nadador alemán retirado especializado en pruebas de estilo braza, donde consiguió ser medallista de bronce mundial en 1982 en los 4 x 100 metros estilos.

## Carrera deportiva
En el Campeonato Mundial de Natación de 1982 celebrado en Guayaquil (Ecuador), ganó la medalla de bronce en los relevos de 4 x 100 metros estilos, con un tiempo de 3:44.78 segundos, tras Estados Unidos (oro con 3:40.84 segundos que fue récord del mundo) y la Unión Soviética (plata con 3:42.86 segundos).